# Franz Wilhelm Schiertz

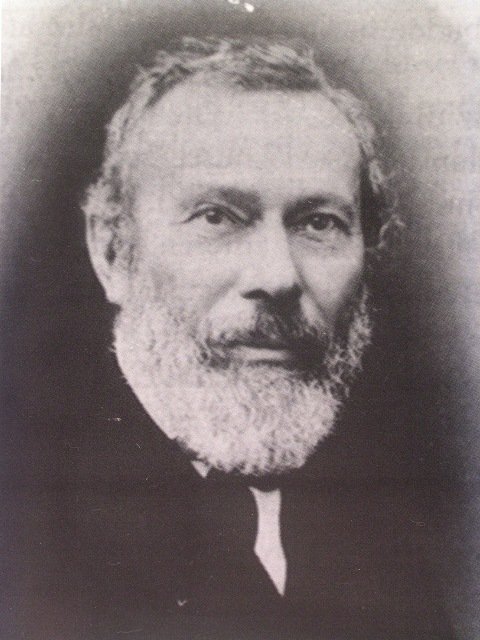
Franz Wilhelm Schiertz

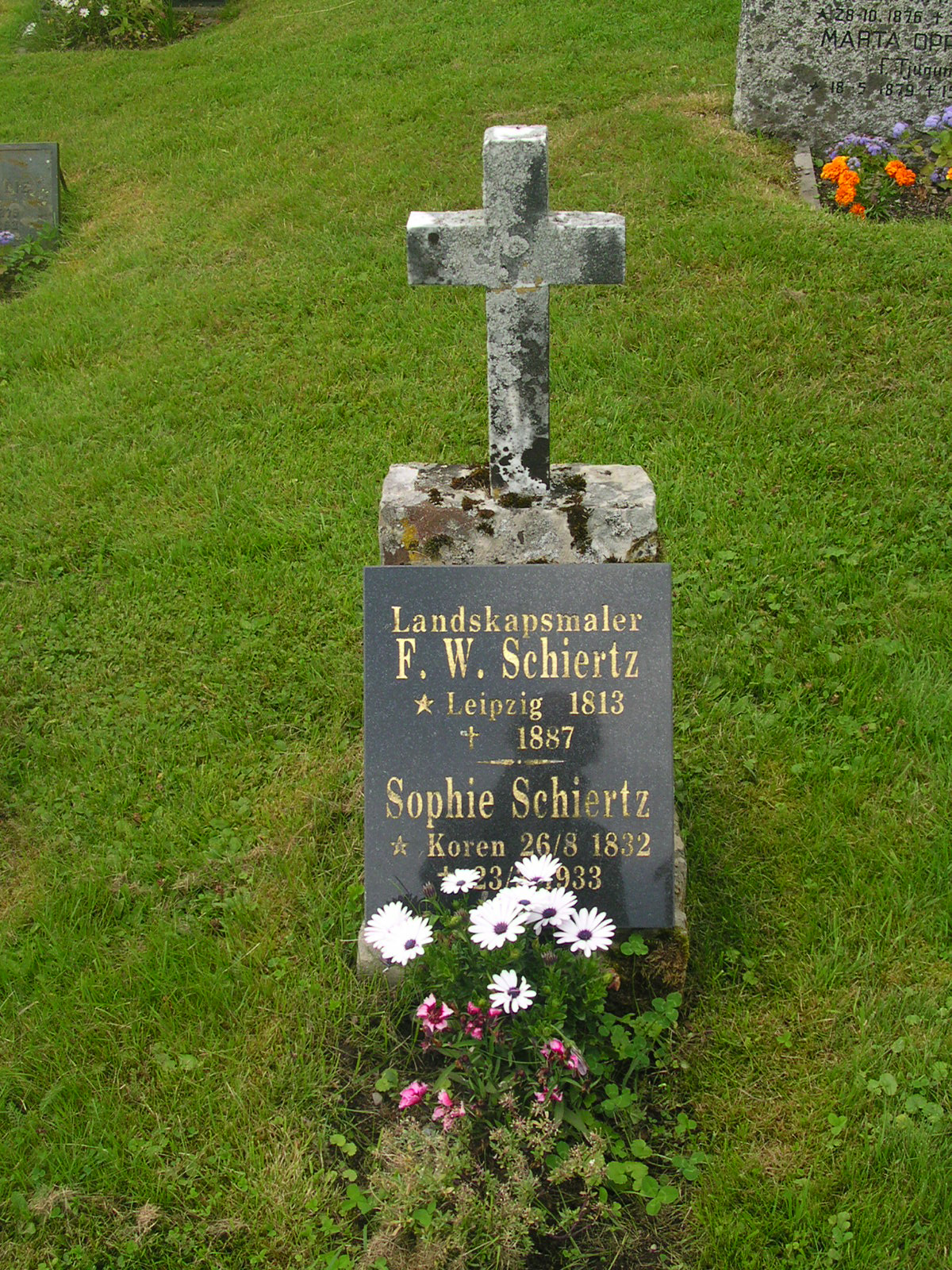
Schiertz’ Grab

Franz Wilhelm Schiertz (* 4. August 1813 in Leipzig; † 6. Oktober 1887 in Balestrand, Norwegen) war ein deutsch-norwegischer Maler und Architekt.

## Leben
Schiertz war ein Sohn des Kürschners Johann Friedrich Elias Schiertz und studierte an der Kunstakademie Dresden als Schüler des norwegischen Malers Johan Christian Clausen Dahl (1788–1857). Ob er auch eine Ausbildung im Bereich Architektur bzw. Hochbau absolvierte, ist nicht bekannt; er machte sich zunächst ausschließlich als Landschaftsmaler einen Namen. 
Schiertz wurde 1836 aufgrund seines zeichnerischen Talentes nach Norwegen geschickt, um Architekturzeichnungen der Stabkirchen in Borgund, Heddal und Urnes für einen Bildband anzufertigen. Sie erschienen 1837 in Dahls Werk über die norwegischen Holzbauten.
1841 wurde die Stabkirche in Vang versteigert. Nachdem Dahls Bemühungen, sie im Lande zu lassen, gescheitert waren, übernahm sie auf seine Vermittlung König Friedrich Wilhelm IV. Schiertz erhielt den Auftrag, Abbau, Transport und Neuaufbau bei Bad Warmbrunn in Niederschlesien als Stabkirche Wang zu überwachen und zu dokumentieren. 
1844 begleitete er Dahl auf eine weitere Norwegenreise. Im Revolutionsjahr 1848 stand Schiertz auf der Seite der Aufständischen. Er musste Dresden verlassen und ging 1851 nach Bergen (Norwegen), wo er ab etwa 1855 auch als Architekt auftrat.
Am 10. Mai 1856 heiratete er in Selje (Norwegen) die Norwegerin Karen Sophie Reusch Koren (* 26. August 1832 in Bergen; † 23. März 1933), die Tochter des Paul Schonevig Stub Koren und der Henriette Christiana Rulfs.
In den Jahren 1876 bis 1878 nahm er als Zeichner an der von Henrik Mohn und Georg Ossian Sars geleiteten Norwegischen Nordmeerexpedition mit dem Dampfer Vøringen teil. Auf der Insel Jan Mayen wurde ein Berg ihm zu Ehren Schiertzegga genannt.
Schiertz gab Fridtjof Nansen und Ludvig Munthe Unterricht im Zeichnen. 
Sein Grab befindet sich auf dem Friedhof Tjugum gegenüber Balestrand.

## Werk

### Gemälde und Zeichnungen
Seine Gemälde zeigten lange idealisierte, bedeutungsschwere Landschaften wie bei Dahl und Peder Balke, und er schloss sich nicht der realistischen Darstellungsweise etwa eines Hans Gude an. Er geriet deshalb bald in Vergessenheit.

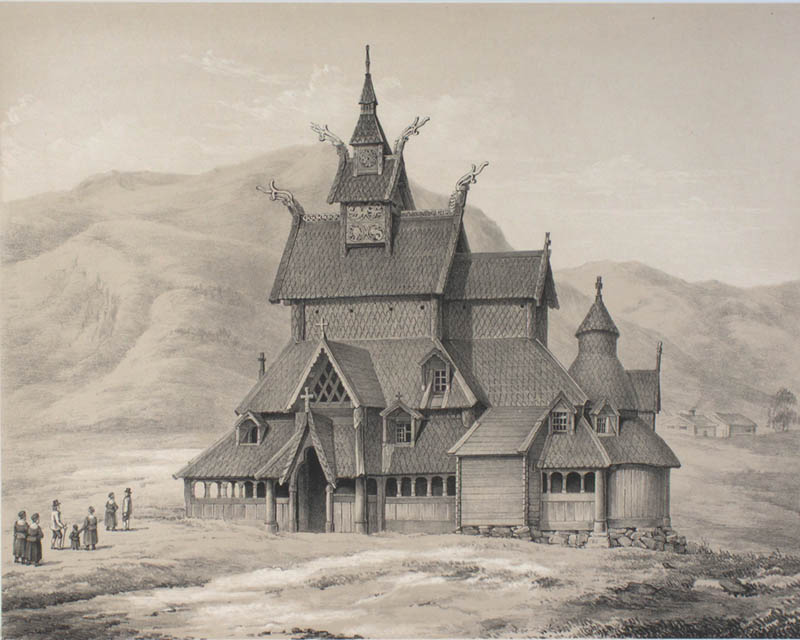
Stabkirche Borgund
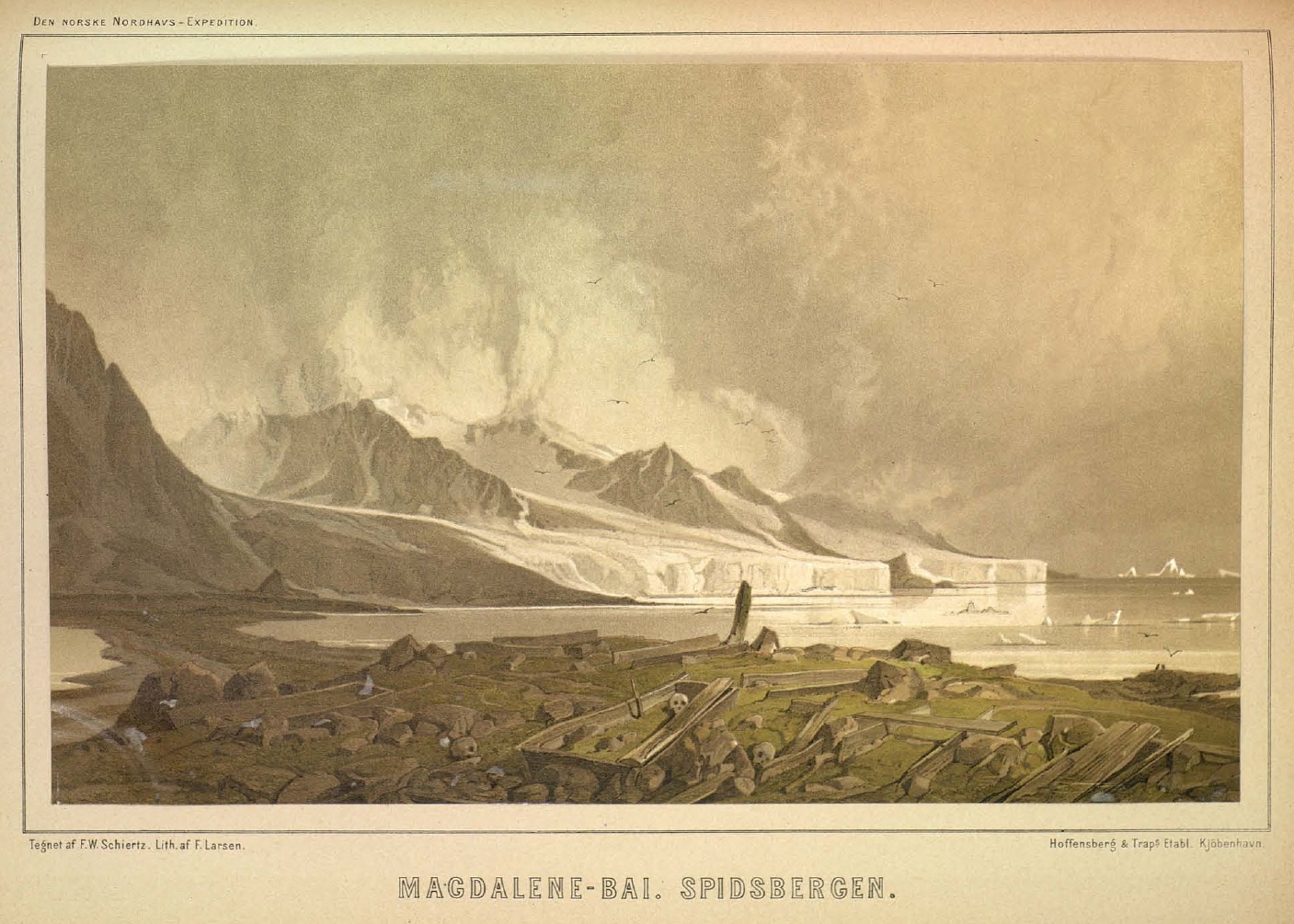
Magdalenefjord, Spitzbergen
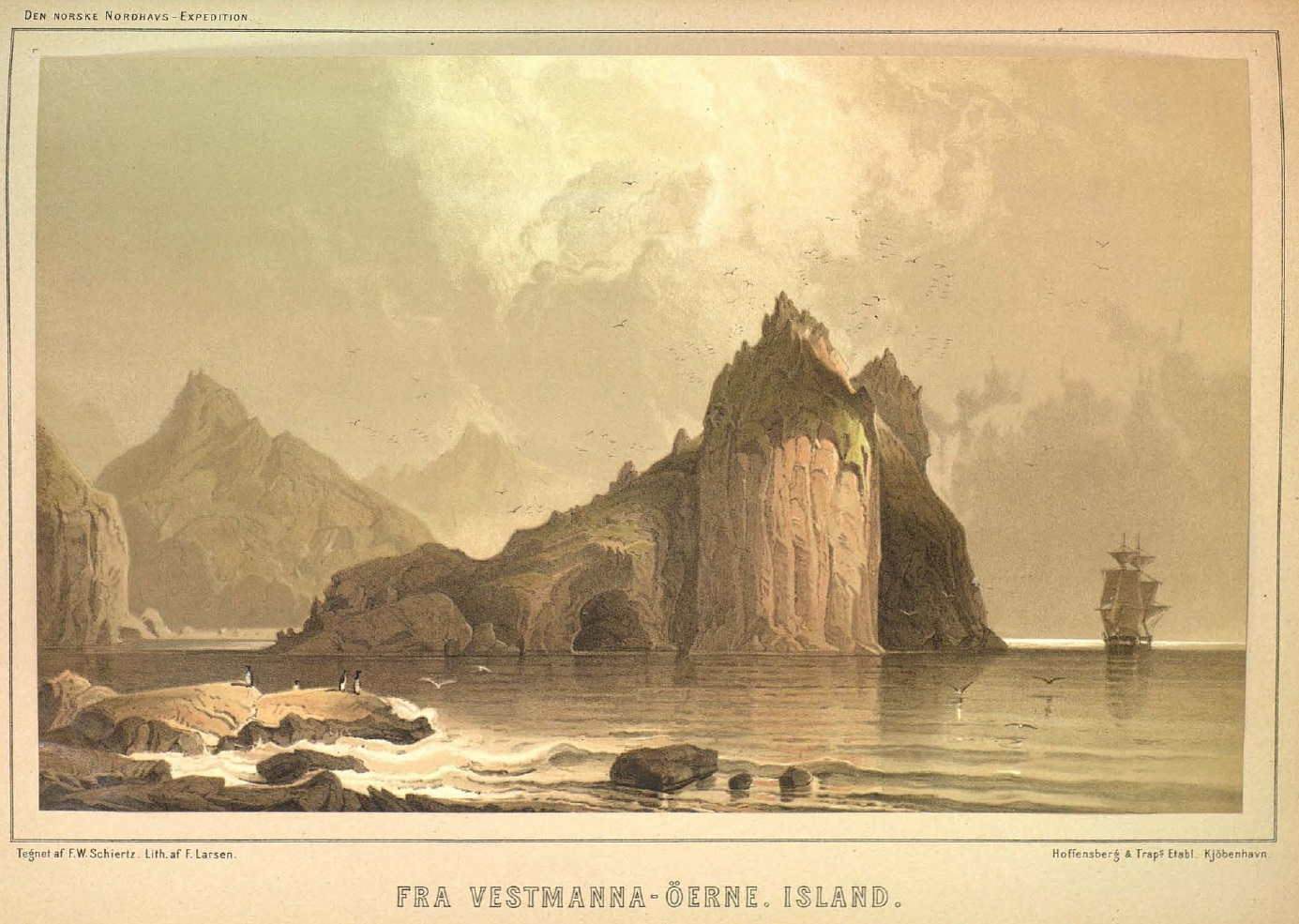
Vestmannaeyjar, Island
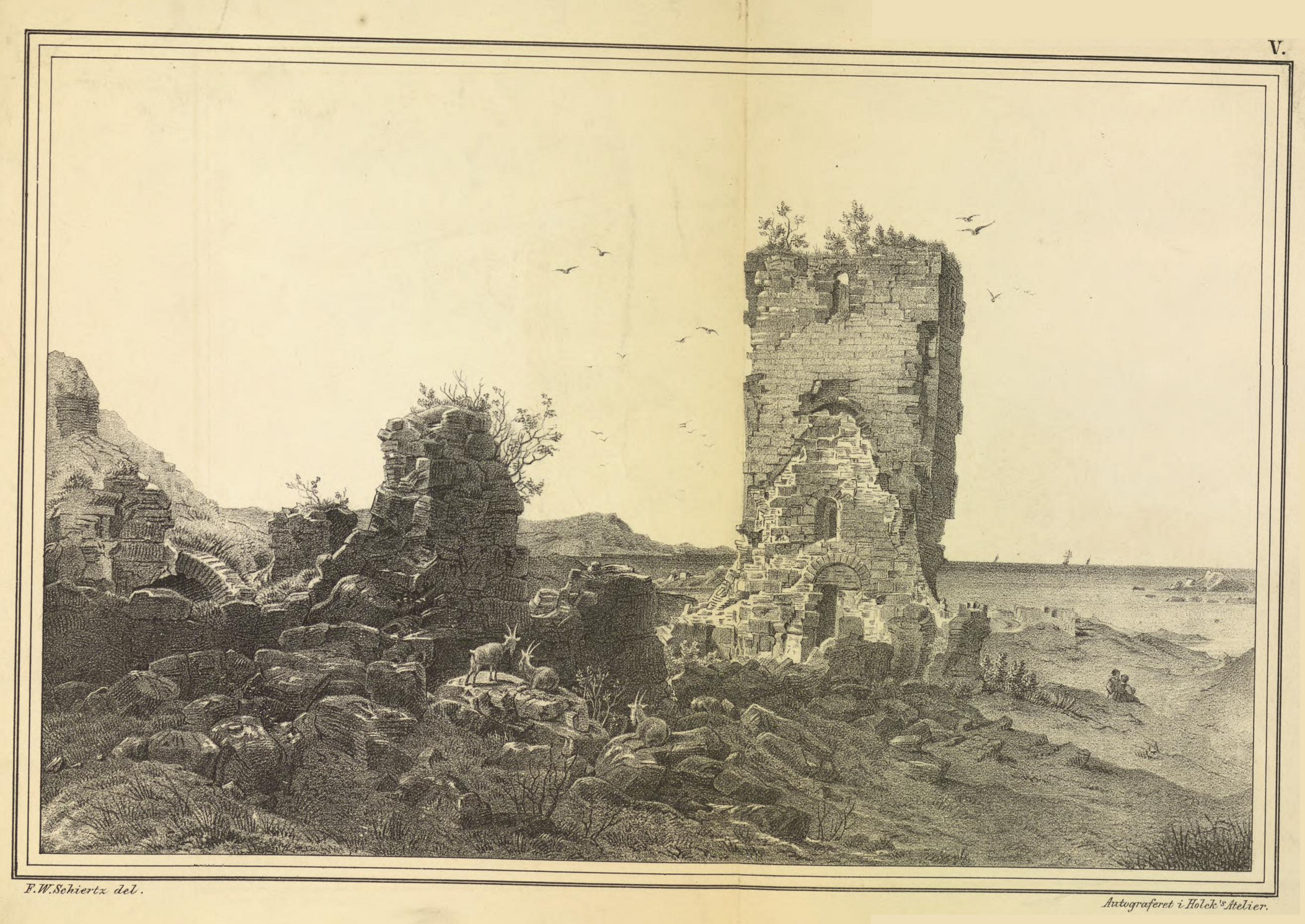
Ruine des Klosters in Selje

### Bauten und Entwürfe
- 1857–1862: Börse in Bergen, Vågsallmenningen 1
- 1861–1865: Gerichts- und Polizeigebäude in Bergen, Rådstuplass 8
- 1885–1887: Kviknes Hotel in Balestrand (1913 abgerissen)
- Ambla-Hof in Ambla

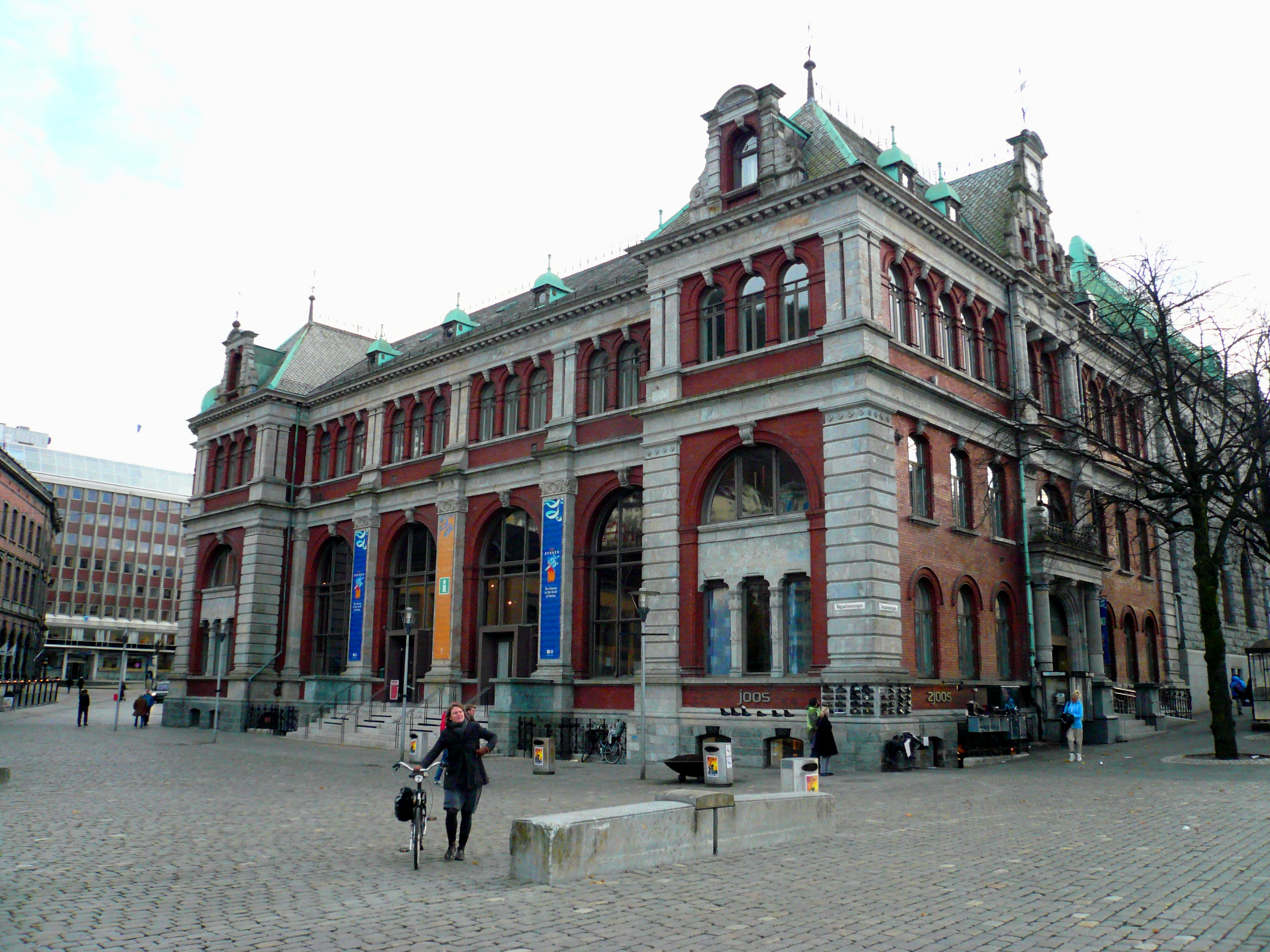
Börse in Bergen
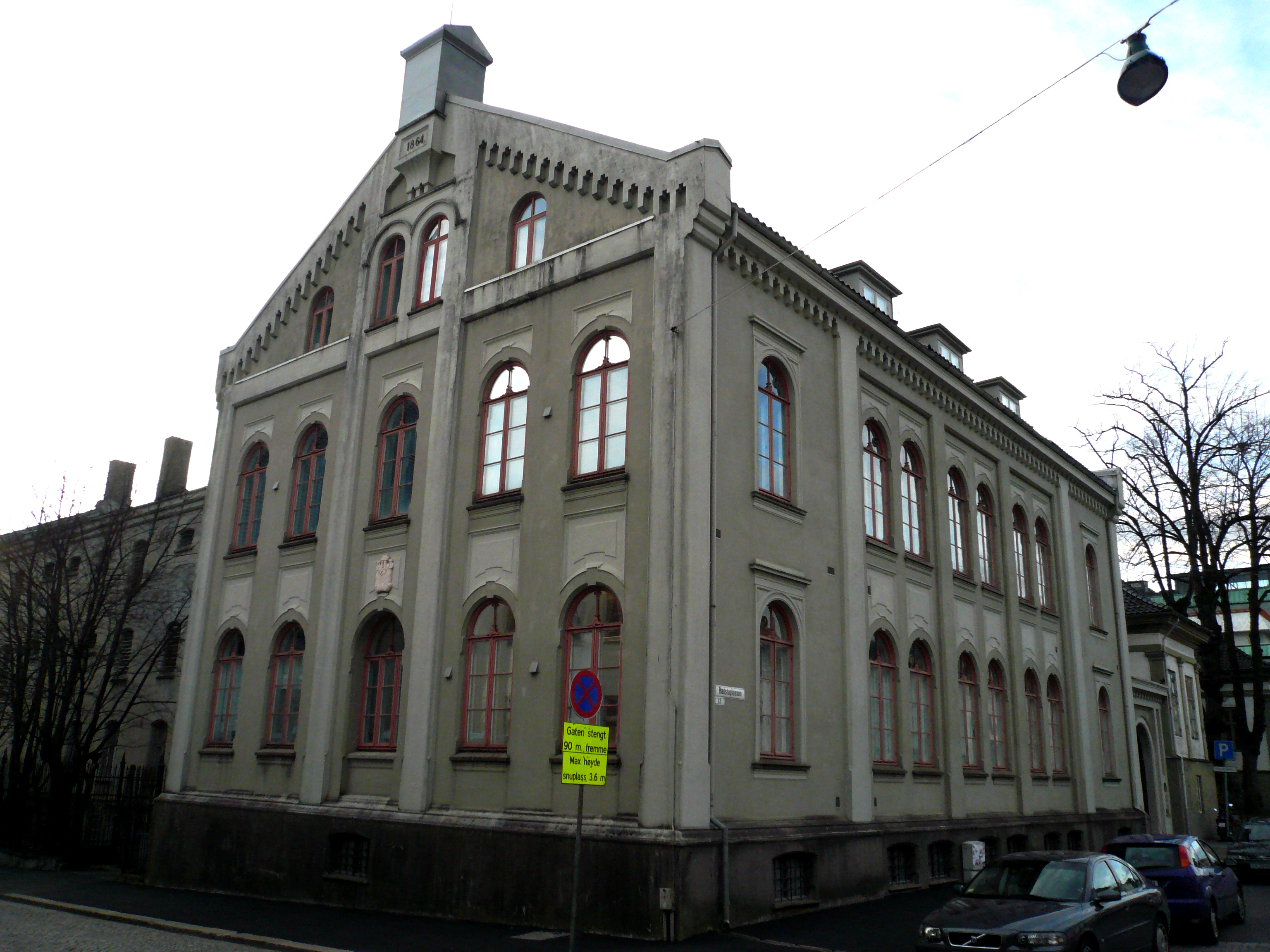
Altes Gerichts- und Polizeigebäude in Bergen
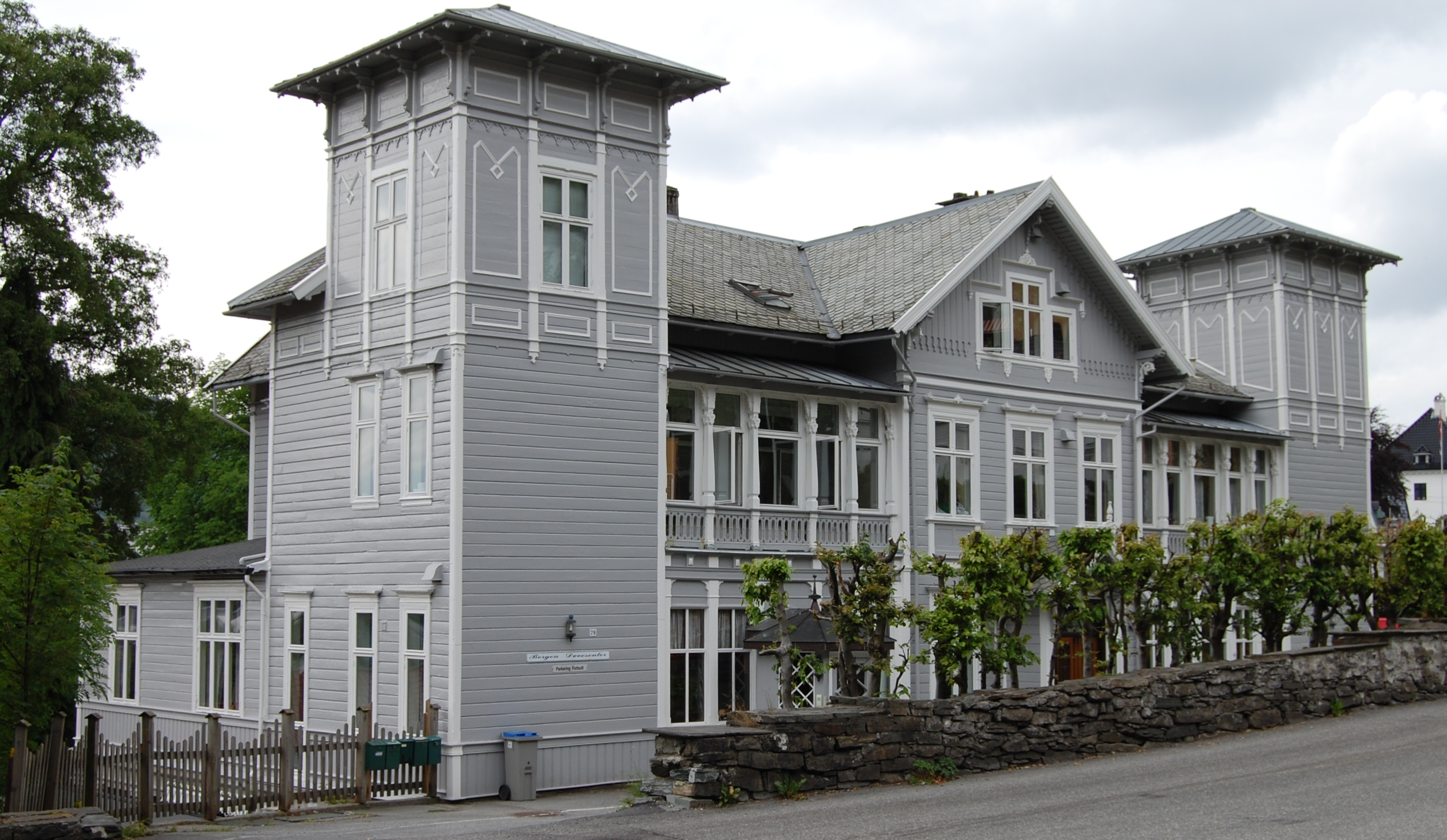
Villa Kalfarveien 77, Bergen
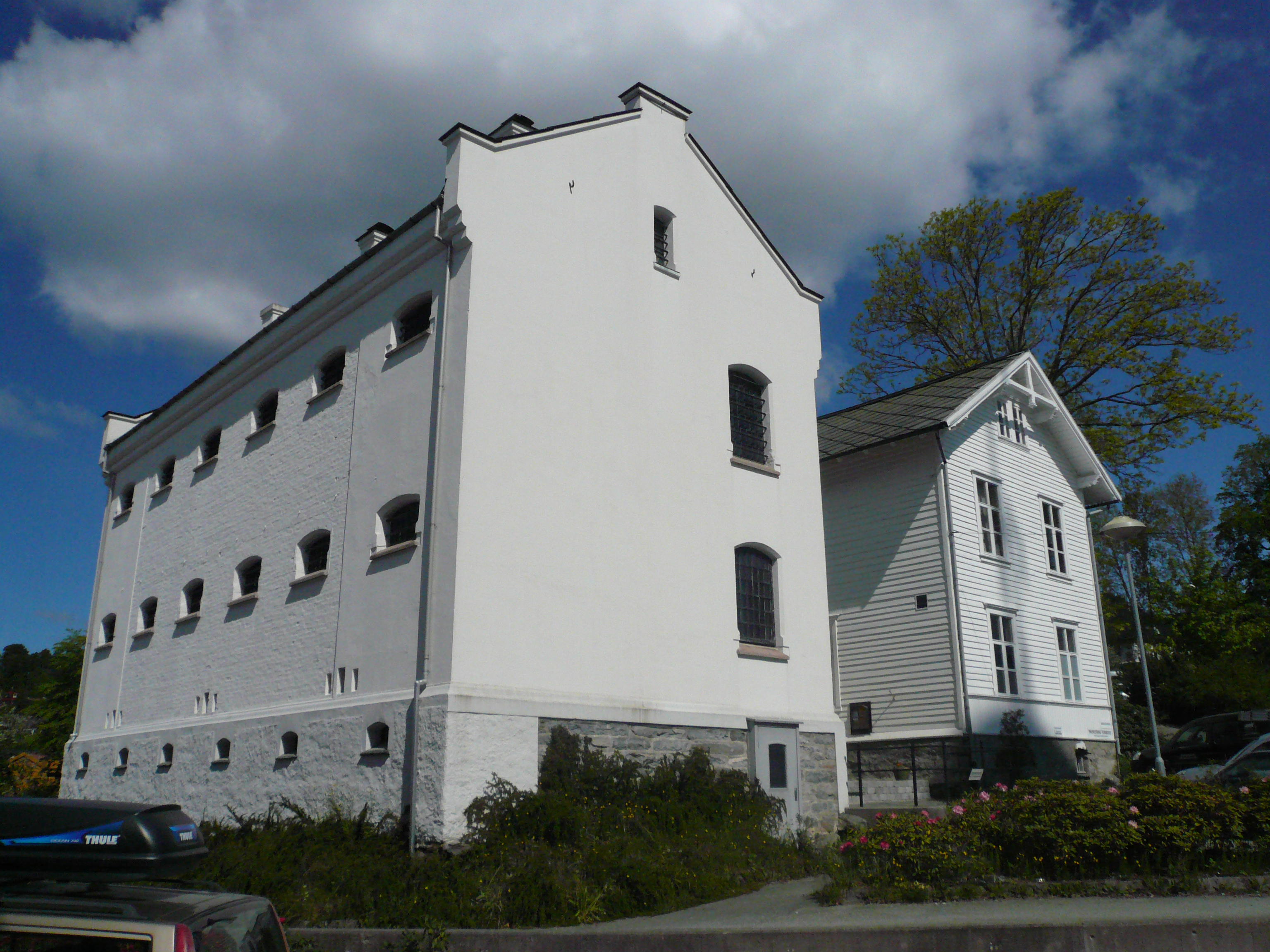
Gefängnis, Leirvik